# 菲利佩·紐西
菲利佩·哈辛托·紐西（葡萄牙語：Filipe Jacinto Nyusi，1959年2月9日—），莫桑比克政治家，莫桑比克解放阵线党成员，曾任莫桑比克總統。
| 前任： 阿曼多·格布扎 | 莫桑比克总統 2015年－2025年 | 繼任： 丹尼尔·查波 |